# Dorfkirche Groß Mehßow

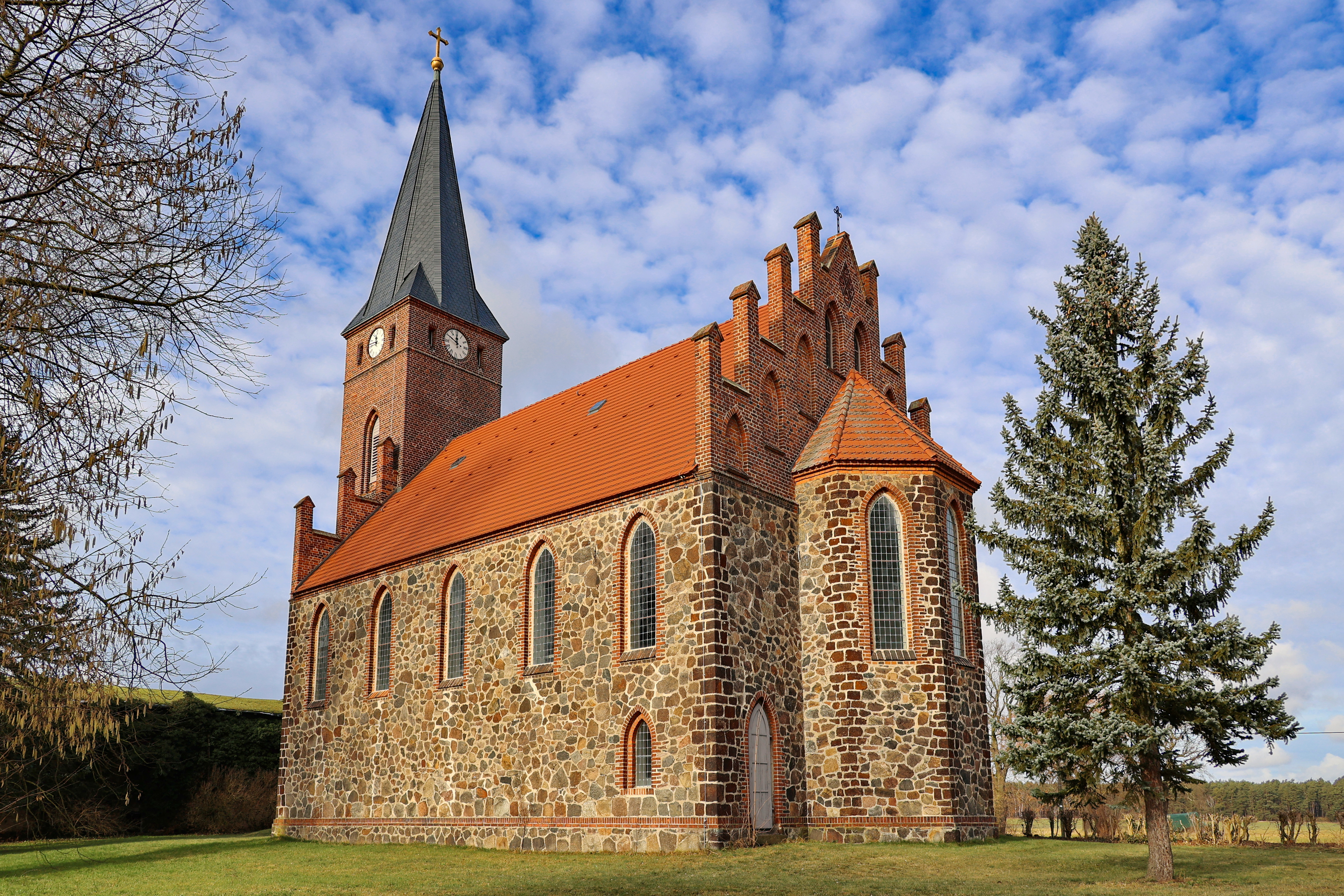
Dorfkirche Groß Mehßow (2022)

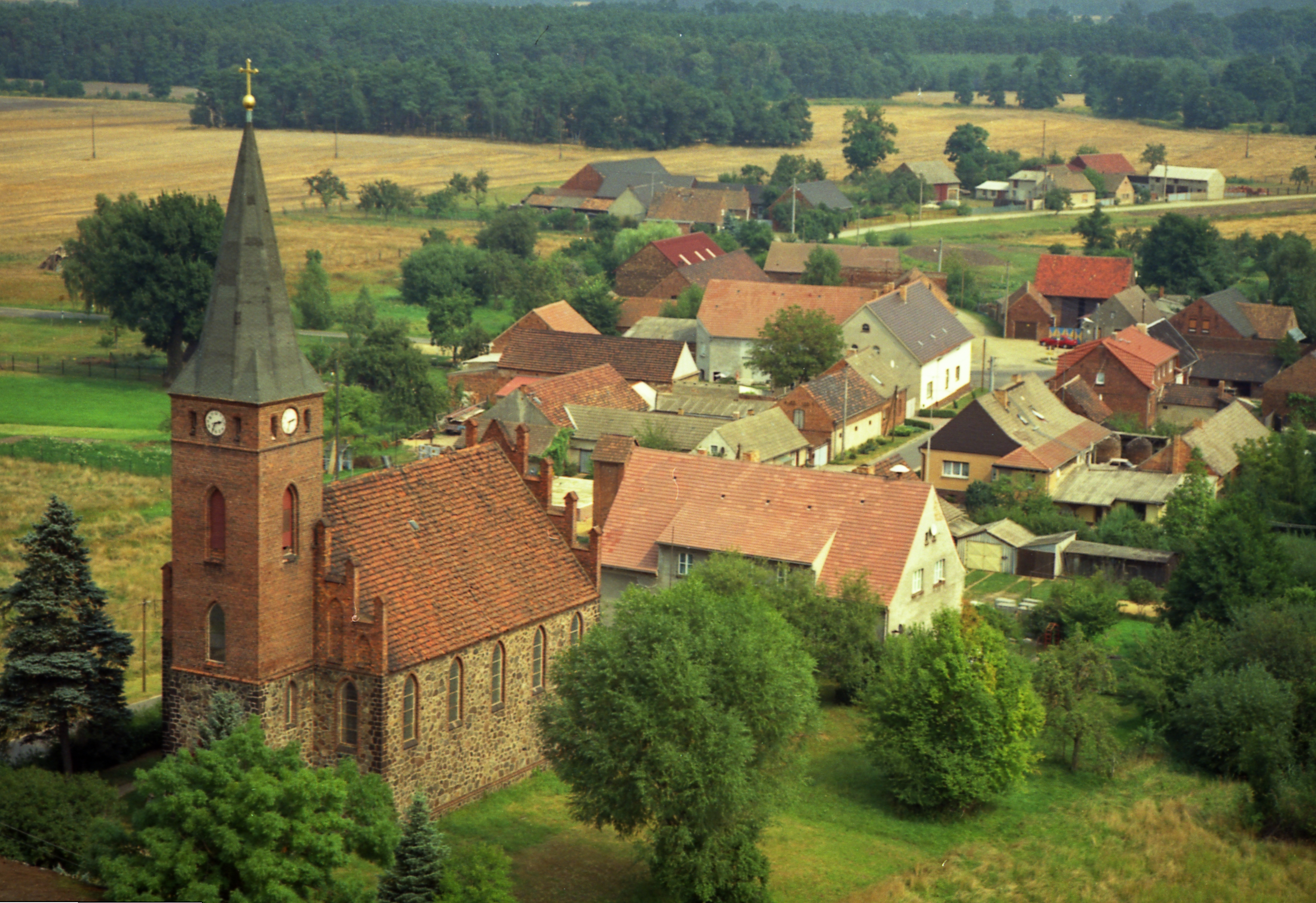
Luftbild der Kirche mit Blick auf den Turm

Die Dorfkirche Groß Mehßow ist das Kirchengebäude im Ortsteil Groß Mehßow der Stadt Calau im Landkreis Oberspreewald-Lausitz in Brandenburg. Es gehört der Kirchengemeinde Groß Mehßow im Kirchenkreis Niederlausitz, der Teil der Evangelischen Kirche Berlin-Brandenburg-schlesische Oberlausitz ist. Die Kirche steht unter Denkmalschutz.

## Architektur und Geschichte
Für Groß Mehßow sind zwei Vorgängerbauten überliefert, bereits in der Kopie der Kirchenmatrikel des Bistums Meißen aus dem Jahr 1495 ist Groß Mehßow als Kirchdorf verzeichnet. Diese Bistumsmatrikel ist eine Abschrift einer älteren Matrikel aus dem Jahre 1346 und verzeichnet die einzelnen Archidiakonate und Erzpriesterstühle (lat. sedes) im Bistum Meißen von 1346 und früher. Sie war eine Abgabenliste, in der die zum Bistum Meißen gehörenden Kirchen aufgeführt wurden. Und zwar diese, die Einkünfte hatten, denn sie mussten von jeder Mark vier Groschen an den Bischof in Meißen abführen. Im Kirchenkreis Calau gab es 19 Mutterkirchen, zu denen auch die Kirche in Mesaw (Groß-Mehßow) gehörte.
Der letzte Vorgängerbau musste wegen baulichen Mängeln abgerissen werden. Die heutige Kirche von Groß Mehßow wurde zwischen 1862 und 1864 im neugotischen Stil gebaut und am 9. Februar 1864 geweiht. 1985 und 2011/12 wurde die Kirche umfassend saniert.
Die Wände sind als Feldstein- und Ziegelmauerwerk ausgeführt. Das Gebäude hat einen schmalen, polygonalen Chor und einen quadratischen Westturm mit einem achtseitigen Spitzhelm. Das Kirchenschiff hat auf beiden Seiten jeweils fünf Spitzbogenfenster und ist mit einem Satteldach überzogen. Die Giebel sind zu beiden Seiten als Zinnengiebel ausgeführt mit spitzbogigen Blenden und an der Ostwand mit zwei spitzbogigen Fenstern im oberen Bereich. In der Kirche befinden sich eine von den Deckenträgern eingespannte Hufeisenempore und eine dreiseitig gebrochene Balkendecke.

## Ausstattung

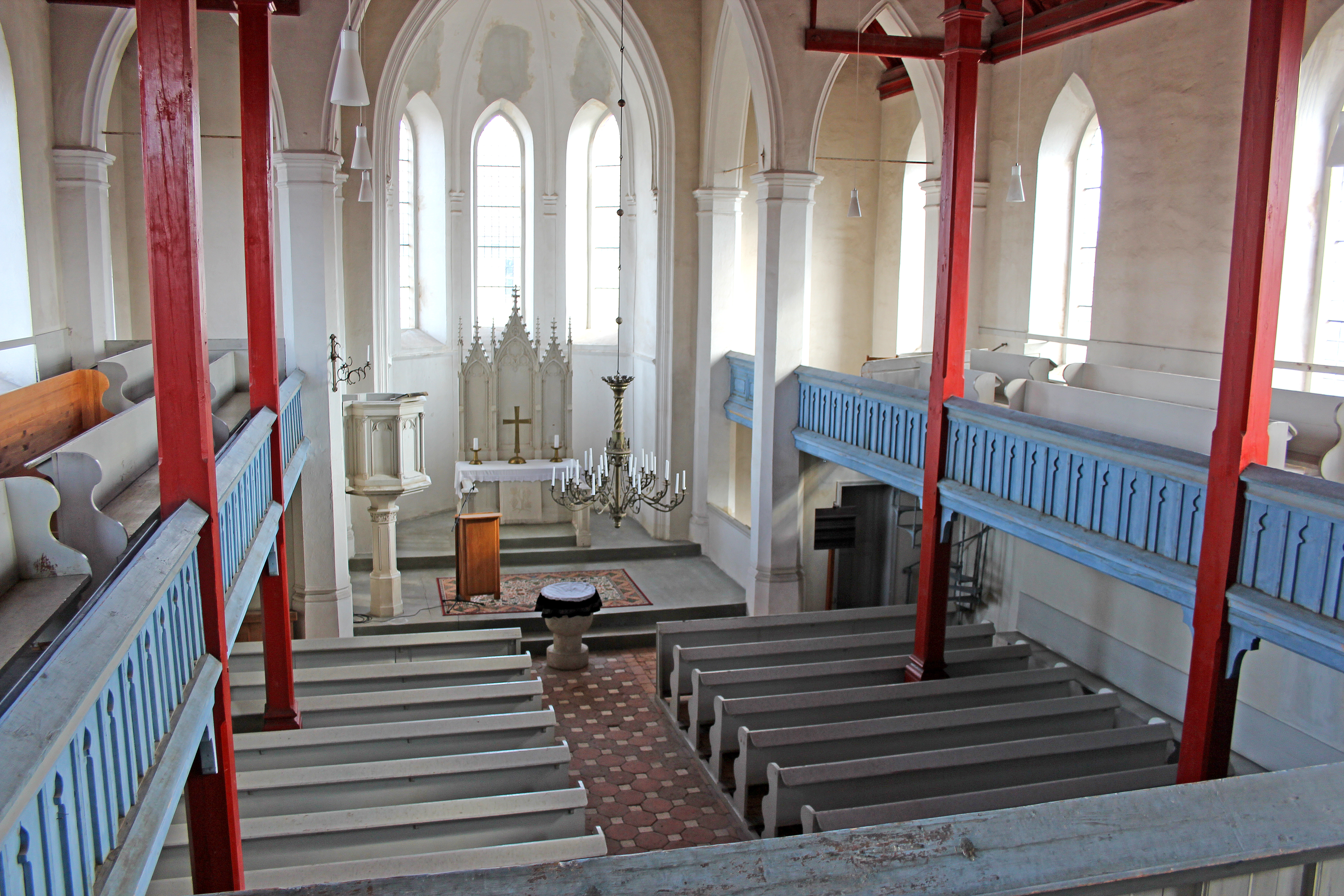
Innenraum der Kirche zu Groß-Mehßow

Ein Großteil der Ausstattung stammt aus der Bauzeit. Der schlichte neugotische Altaraufsatz ist bilderlos. Die Orgel wurde bereits 1801 von Carl Gotthold Claunigk aus Sonnewalde gebaut und von der alten, 1862 abgerissenen Kirche übernommen.

### Orgel
Der Groß-Mehßower Pastor Christian Meister setzte sich in seiner von 1760 bis 1810 währenden Dienstzeit für die Ausstattung der Kirche mit einer Orgel ein. In Erasmus Gottfried Bernhard Freiherr von Patow, der das Gut 1791 übernahm, fand er einen Unterstützer und so wurde dem Sonnewalder Orgelbauer Carl Gotthold Claunigk der Auftrag erteilt. Im Jahr 1801 wurde die Orgel in der alten Groß Mehßower Kirche eingebaut und mit einem Festgottesdienst geweiht. Vor dem Abriss der früheren Kirche wurde die Schleifladenorgel im Jahr 1862 ausgebaut, von Johann Christoph Schröther dem Jüngeren mit zwei neuen Registern versehen und etwas vergrößert. Im folgenden Jahr wurde die Orgel in der neuen Kirche eingebaut. Allerdings war und ist sie für das größere und höhere Kirchenschiff zu klein und kann nicht mehr die Aufgabe erfüllen, wie man sich das von einer Orgel vorstellt. Für eine größere Orgel fehlten die finanziellen Mittel und so baute man die Orgel nur „vorübergehend“ wieder ein – und dabei blieb es. Die Konsole für die neue Orgel wurde aber schon gebaut und so kann man heute noch erkennen, wie groß die neue Orgel wohl geworden wäre. Man stellte also, die nun zu kleine Orgel auf das Podest, mit ein paar Veränderungen war das möglich.
Von den etwa 20 Orgeln, die Carl Gotthold Claunigk baute, sind heute, neben der Groß-Mehßower Orgel, noch jene in Frankendorf (1803), Waltersdorf (1793) und Gießmannsdorf (1803) erhalten geblieben. Die Waltersdorfer Orgel wurde 1999 restauriert, gefolgt von der Groß-Mehßower (2016/17). Die Orgel hat ein Manual und 13 Register.

### Glocken
Der Groß-Mehßower Kirchturm beherbergt heute zwei sehr alte Glocken. Sie wurden aus der vorigen Kirche übernommen und wieder eingebaut. Die größere Glocke hat einen Durchmesser von 76 cm, ist 64 cm hoch (ohne Krone), trägt keine Inschrift, und stammt vermutlich aus dem 14. Jahrhundert. Die Glockenkrone besteht aus sechs abgekanteten Bügeln, die als Aufhängung dienen.
Auf der kleineren Glocke finden sich dagegen mehrere Verzierungen, wie zwei Figuren, ein Kreisrelief und zwei Schriftzüge. Sie hat einen Durchmesser von 63 cm, eine Höhe von 57 cm (mit Krone 69 cm), und entsprechend auch einen helleren Klang. Gegossen wurde diese Glocke 1497 von Johannes Brautschneider. Befestigt ist sie ebenfalls über sechs Bügel mit breitem, flachem Flechtmuster. Der umlaufende Schriftzug ist 5 cm hoch und trägt die lateinische Inschrift deus in carnem venit mortuus est et resurexit anno dm m° cccc° lxxxxvll° (Gott ist Fleisch geworden, gestorben und auferstanden). Darunter befindet sich ein in die Gussform geritztes Relief der heiligen Magdalena mit Krone und Salbgefäß. Etwa gegenüber steht in Schreibschrift der Name des Gießers: johannes brautßneyder. Das acht Zentimeter große Kreisrelief zeigt die Kreuzigung in Perlstegumrandung. Vier Siegelabdrücke umgeben das Relief.
In der alten Kirche gab es früher noch eine dritte Glocke. Sie war die kleinste und wog nur etwa 50 kg. Es war die allererste Glocke der vermutlich ersten (Holz-?) Kirche aus der Gründungszeit Groß-Mehßows im 13. Jahrhundert. Für die anfangs kleine Siedlung ausreichend. Erst mit dem Neubau einer Steinkirche und dem inzwischen gewachsenem Groß-Mehßow wurde die heutige größere Glocke gegossen. Im Sommer 1819, nach der Ernte, vermisste man diese kleine Glocke. Da sie zu dieser Zeit nie geläutet wurde, hatte man den Diebstahl nicht gleich bemerkt. Eine sofortige Anzeige beim Landrat in Calau brachte aber nichts. Der Verdacht fiel auf einen wandernden Müller, der eine Zeit lang in der Klein-Mühle gearbeitet hatte. Noch im selben Jahr sind in der Senftenberger und Gubener Gegend Falschmünzer verhaftet worden, woraus man die Schlussfolgerung zog, dass die Glocke als Rohstofflieferant zur Herstellung von Falschgeld diente.

### Taufe

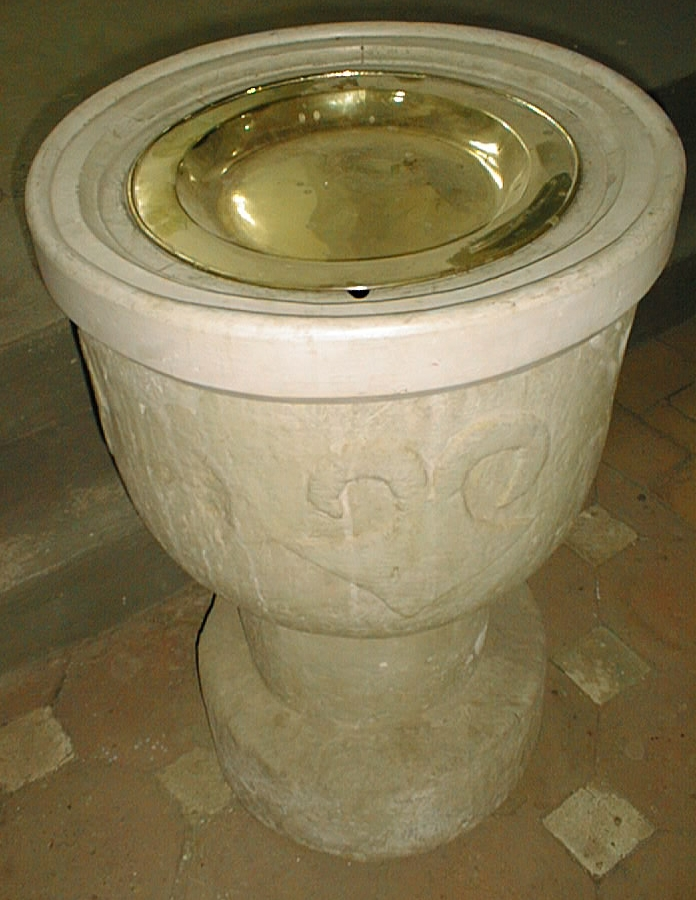
Taufbecken der Kirche zu Groß Mehßow

In der Mitte des Kirchenschiffes, vor dem Altar, steht der Taufstein. Er stammt aus der alten Kirche, besteht aus Sandstein und hat eine gedrungene, runde Kelchform. Im oberen Teil sind ringsum vier gleiche, wappenähnliche Reliefs eingearbeitet, die Lilien darstellen könnten. Der Stein hat eine Höhe von 96 cm und oben einen Durchmesser von 66 cm. Die Bauart mit dem großen und tiefen Sandsteinbecken, das nicht mehr genutzt wird, geht wahrscheinlich auf die Zeit der Reformation zurück.
Damals forderte Martin Luther mit aller Entschiedenheit: vellum Baptisandos penitus in aquam immergi (ich möchte, dass die Täuflinge vollständig im Wasser untergetaucht werden). Auch andere Reformatoren, wie Buggenhagen, forderten das vollständige Untertauchen. Daraus lässt sich schließen, dass der Taufstein aus dem 16. oder sogar 15. Jahrhundert stammen dürfte. Noch im gleichen Jahrhundert der Reformation ging man aber teilweise zu der weniger strengen Taufform über, indem man an Stelle der großen, mit einem flachen Holzdeckel verschlossenen Vertiefung eine Schüssel aufstellte. In dieser Form findet man heute den Taufstein vor. Er ist oben mit einem Holzaufsatz abgeschlossen, in dem sich eine flache Taufschale befindet.

## Kirchengemeinde
In die Kirchengemeinde Groß Mehßow sind neben Groß Mehßow noch die Dörfer Craupe, Klein Mehßow, Radensdorf, Schrakau und Tugam eingepfarrt. Bis 1945 gehörte die Gemeinde zur Evangelischen Landeskirche der älteren Provinzen Preußens und anschließend zur Evangelische Kirche in Berlin-Brandenburg. 1969 schloss sich der Kirchenkreis Calau mit dem Kirchenkreis Lübben zum Kirchenkreis Lübben-Calau zusammen, der am 1. März 1998 im neuen Kirchenkreis Lübben aufging. Am 1. Januar 2010 schlossen sich die Kirchenkreise Lübben und Finsterwalde zum Kirchenkreis Niederlausitz zusammen, zu dem Groß Mehßow heute gehört. Die Kirchengemeinde Groß Mehßow ist mit den Kirchengemeinden Calau und Bronkow zum Pfarrsprengel Calau zusammengeschlossen.